# Roaring Camp and Big Trees Narrow Gauge Railroad

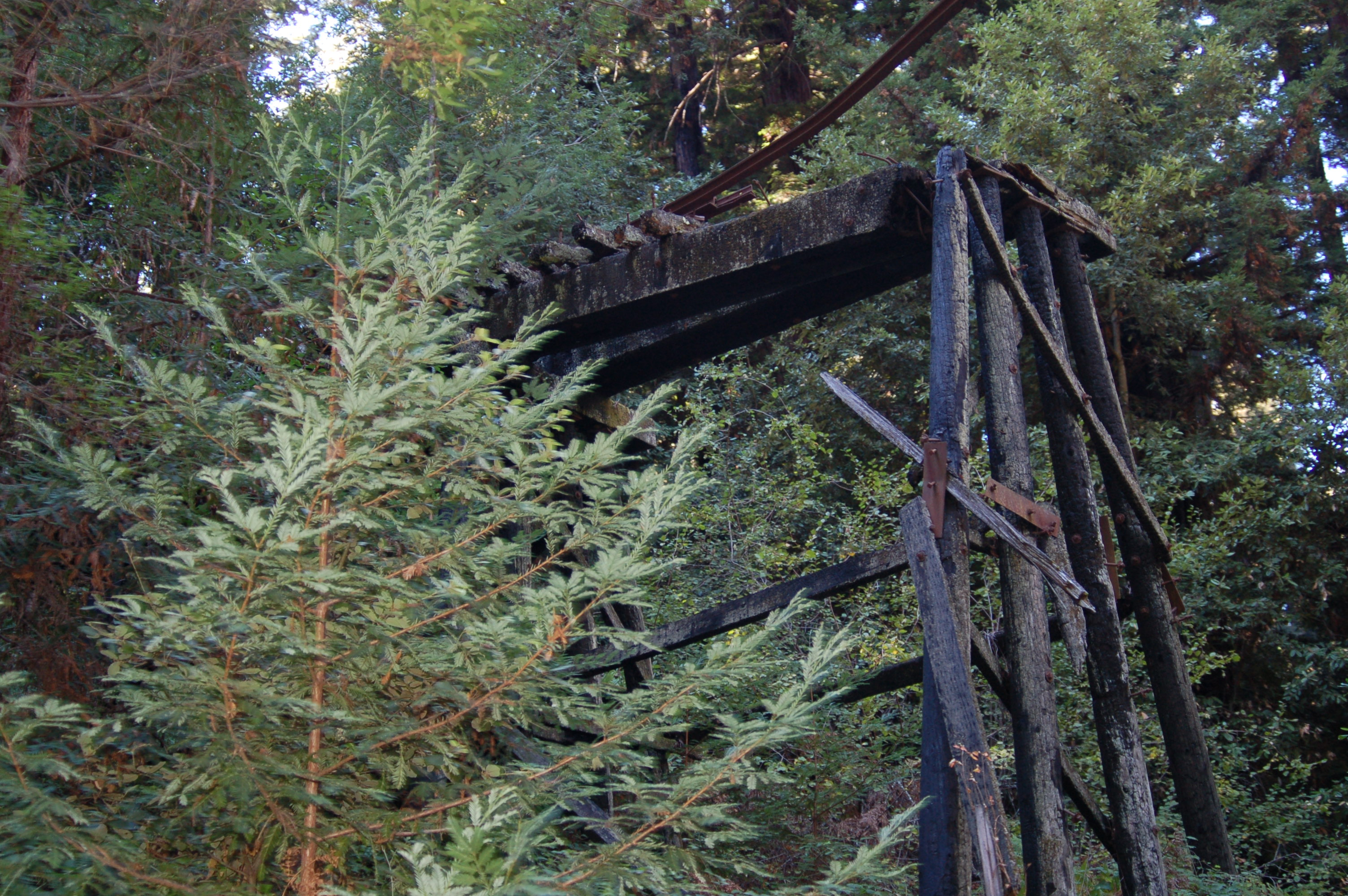
Die abgebrannte Trestle-Brücke

Die Roaring Camp & Big Trees Railroad ist eine US-amerikanische Schmalspur-Museumseisenbahn mit einer Spurweite von 914 mm (3 Fuß) im Bundesstaat Kalifornien, die vom Roaring Camp Depot in Felton über eine 5,25 km (3,25 Meilen) lange Steilstrecke durch einen Mammutbaum-Wald den Gipfel des nahegelegenen Bear Mountain erklimmt.

## Geschichte
Die Roaring Camp Railroads wurden 1963 von deren Gründer und Besitzer F. Norman Clark (1935–1985) in Betrieb genommen. Er hatte es sich zur Aufgabe gemacht, die Familientradition, Eisenbahnlinien zu bauen, aufrechtzuerhalten unter dem Motto „bring die Romantik und Farben der Dampfeisenbahnen zurück nach Amerika“ – „bring the romance and color of steam railroading back to America.“ Dafür schloss er einen Leasingvertrag für das 69 ha große Waldgebiet mit der sehr viel größeren Big Trees Ranch ab. Die Big Trees Ranch war 1867 von dem in San Francisco tätigen Geschäftsmann Joseph Warren Welch erworben worden, um die eindrucksvollen Mammutbäume vor der kommerziellen Abholzung zu retten. Sie wurde 1930 durch seine Erben größtenteils an das Santa Cruz County verkauft, und wurde schließlich Teil des Henry Cowell Redwoods State Park. Die Bahnlinie wurde deshalb so verlegt, dass so wenig Bäume wie möglich gefällt werden mussten.
Clark fand die schon verrostete und verfallene Lokomotive Dixiana 1958 bei einem Kohlebergwerk in den Appalachen. Sie wurde generalüberholt und 1963 auf alten Schienen wieder in Betrieb genommen, die ursprünglich 1881 per Schiff aus Europa importiert worden waren. Der erste planmäßige Personenzug verkehrte am 6. April 1963 mit 44 zahlenden Passagieren. Clarks Ehefrau Georgiana übernahm nach dessen Tod am 2. Dezember 1985 den Besitz und das Management der Bahnlinie.
Ursprünglich befanden sich an der Strecke zwei große Trestle-Brücken, über die das Gleis durch eine Kreiskehrschleife verlief, aber diese wurden 1976 durch einen Brand zerstört. Innerhalb von 6 Monaten wurde eine Spitzkehre gebaut, um die frühere Kehrschleife zu umfahren, und die Bahnlinie wurde wieder in Betrieb genommen. Die Spitzkehre hat eine Steigung von etwa 9,5 %, so dass sie weltweit eine der steilsten für den Personenverkehr genutzten Adhäsionsstrecken ist. Ihre Länge limitiert die maximale Zuglänge auf sechs Wagen. Benefizveranstaltungen dienten dem Wiederaufbau der Brücke und dem Erhalt der Lokomotiven. 2003 nahmen über drei Tage 25.000 Besucher unter dem Motto „Ein Tag im Freien mit Thomas, der kleinen Lokomotive“ am größten Event in der 40-jährigen Geschichte dieser Bahnlinie teil.

## Lokomotiven

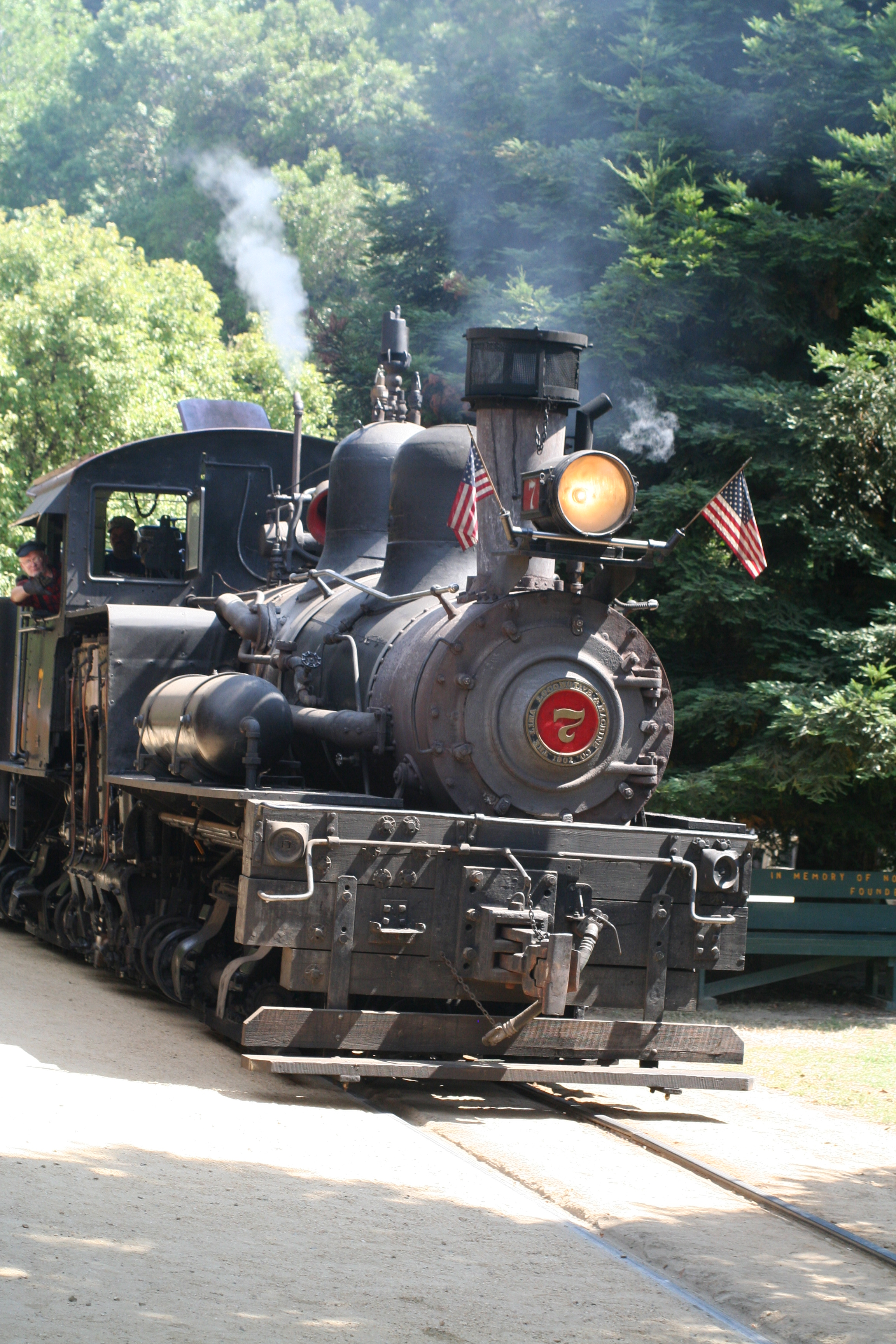
Lokomotive Nr. 7 Sonora der Roaring Camp Railroad

Die Dampflokomotiven stammen aus den 1890er Jahren und gehören zu den ältesten Schmalspurlokomotiven der USA. Nur die Cumbres & Toltec Scenic Railroad in Colorado and New Mexico hat ältere Dampfloks aus dem Jahr 1883.
Die Eisenbahn besitzt mehrere Lokomotiven in unterschiedlichem Zustand. Der reguläre Betrieb wird mit zwei Shay-Lokomotiven durchgeführt, mit einem gelegentlichen Einsatz der Heisler-Lokomotive. Die 0-4-2T Lokomotive Kahuku ist die älteste betriebsbereite Lokomotive und wird als Zubringer bei besonderen Gelegenheiten eingesetzt. Wegen ihrer geringeren Leistung kann sie jedoch keine Züge den Berg hinaufziehen. Mehrere Diesellokomotiven wurden 2010 aus wirtschaftlichen Überlegungen verkauft.
| Nummer    | Name       | Hersteller                                 | Typ                                   | Seriennummer | Baujahr | Beschaffung  | Bemerkung |
| --------- | ---------- | ------------------------------------------ | ------------------------------------- | ------------ | ------- | ------------ | --- |
| #1        | Dixiana    | Lima Locomotive Works                      | Shay-Lokomotive mit 2 Drehgestellen   | #2593        | 1912    | Oktober 1962 | Ehemals Coal Processing Corp. #3 at Dixiana, Virginia. Betriebsbereit und regulär im Betrieb.                                                                  |
| #2        | Tuolumne   | Stearns Manufacturing Company              | Heisler mit 2 Drehgestellen           | #1041        | 1899    | 1963         | Ehemals West Side Lumber Company #3. Generalüberholt 2001 und 2010. Betriebsbereit                                                                             |
| #3        | Kahuku     | Baldwin Locomotive Works                   | 0-4-2T                                | #10756       | 1890    | 1966         | Ehemals Kahuku Plantation #1 „Keana.“ Betriebsbereit für besondere Anlässe.                                                                                    |
| #4        | Waipahu    | Baldwin Locomotive Works                   | 0-6-2T                                | #15321       | 1897    | 1977         | Ehemals Oahu Sugar #1. 1988 an Western Village Theme Park, Nikkō, Japan, verkauft.                                                                             |
| #5        | Bloomsburg | Climax Locomotive Works                    | Climax-Lokomotive mit 2 Drehgestellen | #1692        | 1928    | 1975         | Ehemals Elk River Coal & Lumber Company #3, danach Carroll Park & Western Railroad, Bloomsburg, Pennsylvania. Nicht betriebsbereit. Generalüberholung geplant. |
| #6        | Daisy      | Lima Locomotive Corp                       | Shay-Lokomotive mit 2 Drehgestellen   | #2519        | 1912    | 1988         | Ehemals WM Ritter #7. Zuletzt in Betrieb bei Daisy, Kentucky. Nicht betriebsbereit.                                                                            |
| #7        | Sonora     | Lima Locomotive Corp                       | Shay-Lokomotive mit 3 Drehgestellen   | #2465        | 1911    | 1986         | Ehemals West Side Lumber Company #7 Operable and in regular service Restored 2007-9.                                                                           |
| #40       |            | Plymouth Locomotive Works                  | 14 t Diesel (model DDT)               |              |         |              | Ehemals Kaiser Steel, Fontana, Kalifornien Operable |
| #50       |            | Davenport Locomotive Works                 | Diesel                                |              |         |              | ex-D&RGW #50 Betriebsbereit. Verkauft an Colorado Railroad Museum, Golden CO                                                                                   |
| #50 (2nd) |            | General Electric                           | 25 t dieselelektrisch                 | #15816       |         |              | Ehemals Bethlehem Steel #14, Los Angeles, Kalifornien. Betriebsbereit. Verkauft an Kauai Plantation Railway, Kauai, Hawaii (2010)                              |
| #60       |            | General Electric                           | 56 t dieselelektrisch                 | #33250       |         |              | Ehemals Bethlehem Steel #12, Los Angeles, California Nicht betriebsbereit. Verkauft an Georgetown Loop Railroad, Georgetown CO (2010)                          |
| #?? (30?) |            | Whitcomb Locomotive Works                  |                                       |              |         |              | Ehemals Kauai Plantation Railway #10, Kauai, HI Erworben 2010. Verkauft an Redwood Gulch Shortline (2013)                                                      |
| #10       |            | Milwaukee Locomotive Manufacturing Company | Schienenbus (ehemals „Critter“)       |              |         |              | Ehemals West Side Lumber Company. Betriebsbereit |

## Historic Mechanical Engineering Landmark

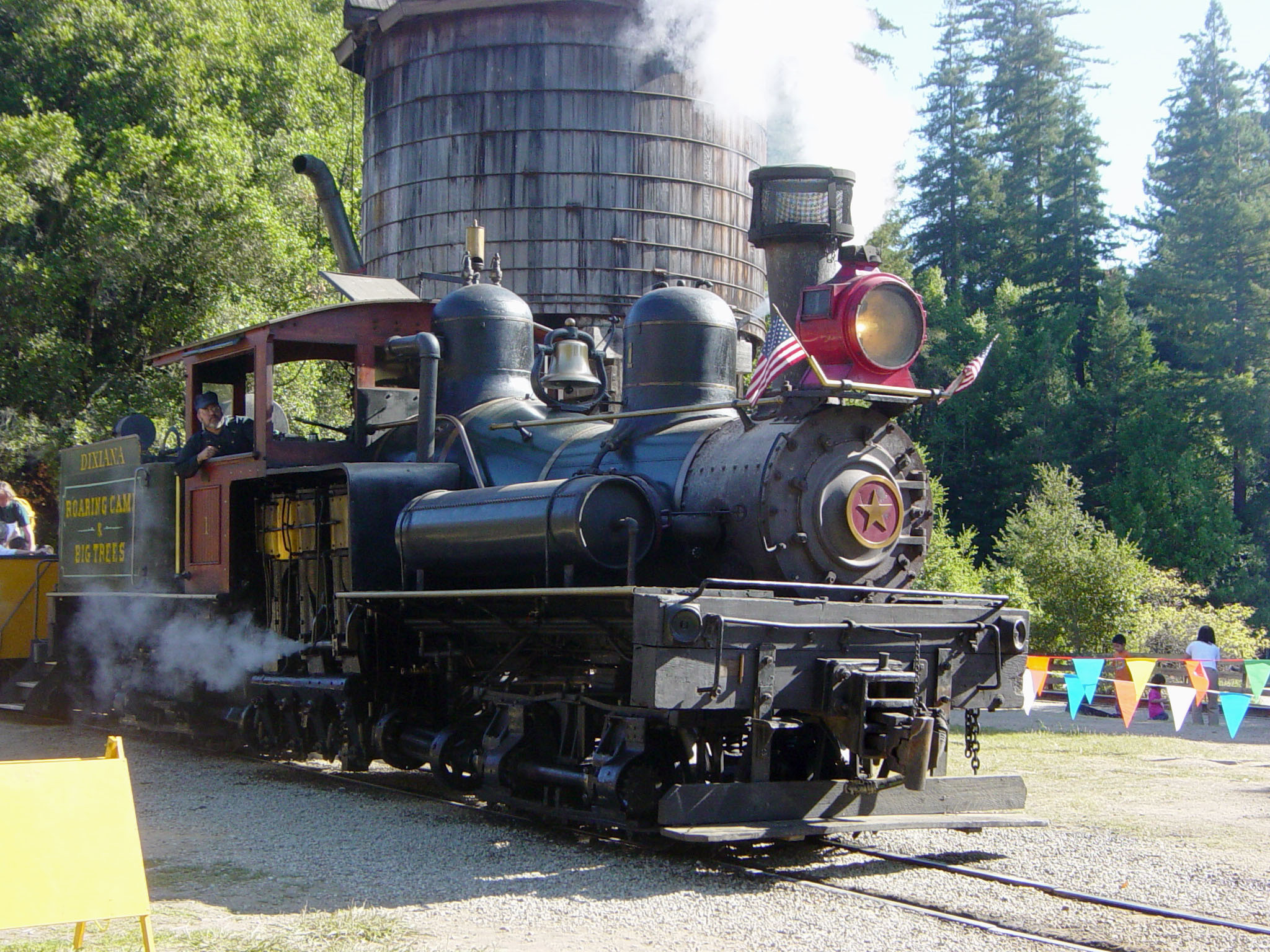
Lokomotive Nr. 1, Dixiana

Die American Society of Mechanical Engineers listet seit 1988 drei Dampflokomotiven von Shay, Climax and Heisler als Historic Mechanical Engineering Landmark Nr. 134. Sie gelten als Beispiele von kleinen, langsamen Dampflokomotiven mit Untersetzungsgetriebe.

### Shay Nr. 1 (Dixiana)
Die Dampflok Dixiana wurde 1912 gebaut und gehörte ursprünglich der Alaculsy Lumber Company, von der sie auf der Smokey Mountain Railroad in Tennessee betrieben wurde. Die Dixiana wurde als kleine Schmalspurlok aufgelistet. Bemerkenswert ist der für den Gewichtsausgleich des einseitigen Antriebes außermittig sitzenden Kessel und das Dreizylindersystem.

### Climax Nr. 5 (Bloomsburg)
Die Dampflok Bloomsburg wurde 1928 für the Elk River Coal and Lumber Company in Swandale (West Virginia) gebaut. Spätere Besitzer waren unter anderem die W.M. Ritter Lumber Company, Georgia Pacific Railroad, und Carroll Park and Western Railroad in Bloomsburg (Pennsylvania), bis sie 1975 von Roaring Camp erworben wurde. Sie war die letzte Lokomotive, die Climax baute, bevor die Produktion in September 1928 eingestellt wurde.

### Heisler Nr. 2 (Tuolumne)

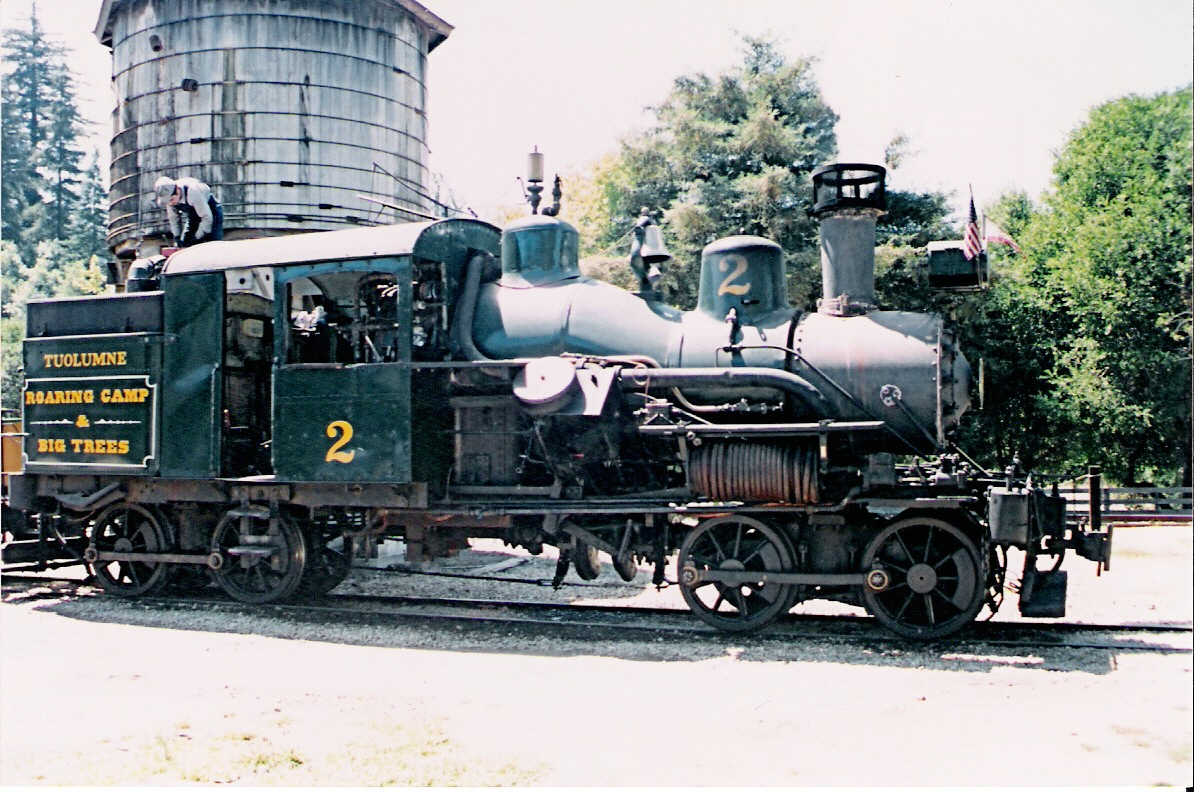
Lokomotive Nr. 2, Tuolumne

Die Dampflok Tuolumne wurde 1899 für die Hetch Hetchy Valley and Yosemite Railroad zum Betrieb im Sägewerk der West Side Flume and Lumber Company near Tuolumne City gebaut. Ursprünglich hieß sie Thomas S. Bullock nach dem ersten General Manager der West Side Flume and Lumber Company. Die Lok wurde 1963 für 7.000 $ von Roaring Camp gekauft. Sie war die letzte Dampflok für den kommerziellen Holztransport in Tuolumne (Kalifornien), und ist die älteste betriebsbereite Heisler-Lok.